# Anna Stöhr
Anna Stöhr (* 25. April 1988 in Reith im Alpbachtal) ist eine österreichische Sportkletterin. Sie zählte zu den Weltbesten in der Wettkampfdisziplin Bouldern.

## Leben
Schon im Jahr 2003 gewann sie die Jugendweltmeisterschaft im Speed in Veliko Tarnovo in Bulgarien. Ihre Stärken liegen vor allem im Bouldern. Hier errang sie ihre größten Erfolge, so gewann sie dreimal (2006, 2007 und 2010) den Boulderwettkampf beim Rockmaster in Arco und wurde in den Jahren 2007 und 2011 Weltmeisterin. Am Naturfels gelangen ihr Boulder bis zur Schwierigkeit 8b+ (New Base Line im Schweizer Magic Wood und The Penrose Step in Leavenworth, USA). Im Juli 2018 beendete sie ihre aktive Karriere als Wettkampfkletterin.
Stöhr studierte an der Universität Innsbruck Englisch und Sport. Sie ist die langjährige Lebensgefährtin von Kletterkollege Kilian Fischhuber.

## Sportliche Erfolge

### Wettkämpfe
- 2016

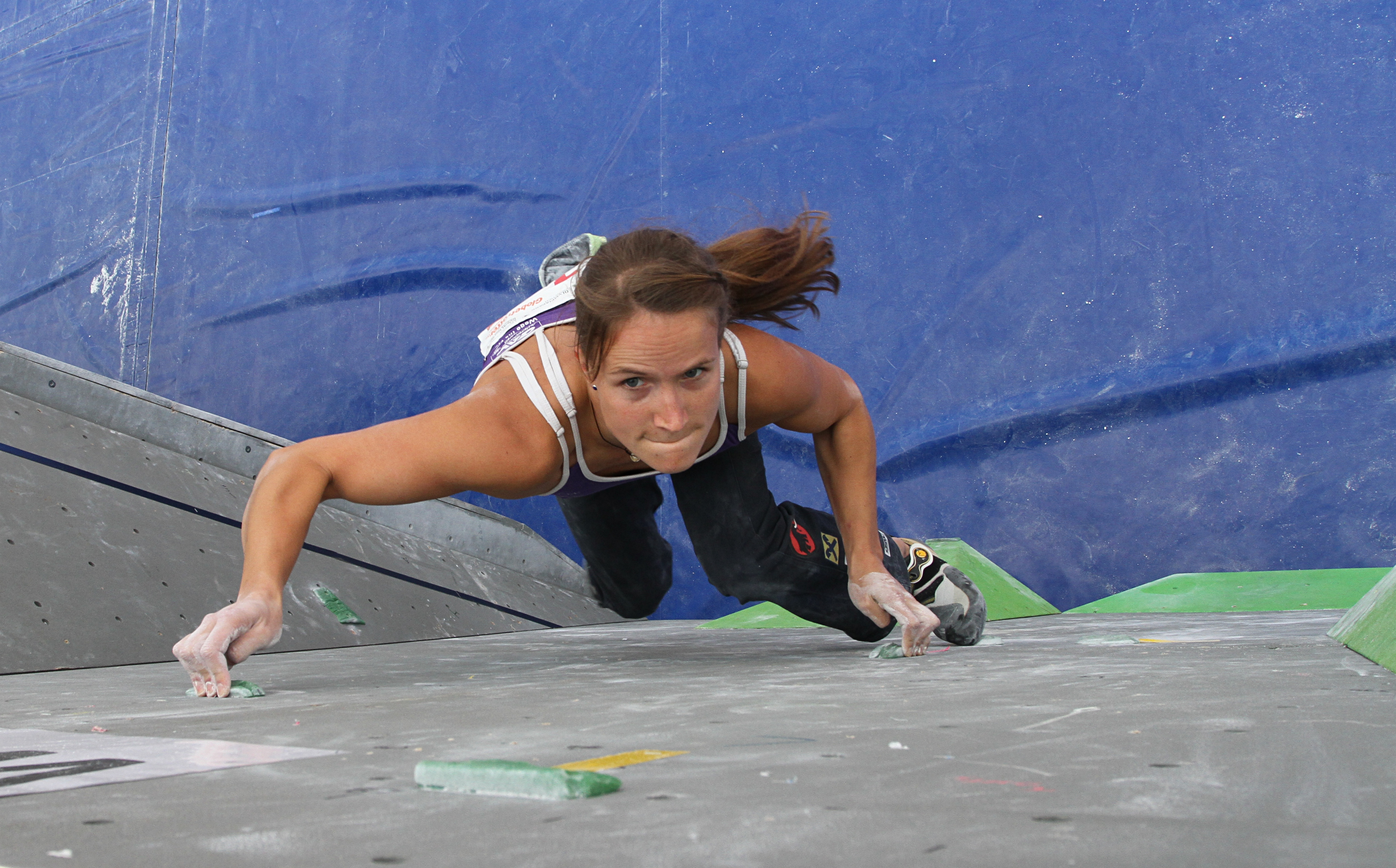
Boulder Worldcup 2012 in München

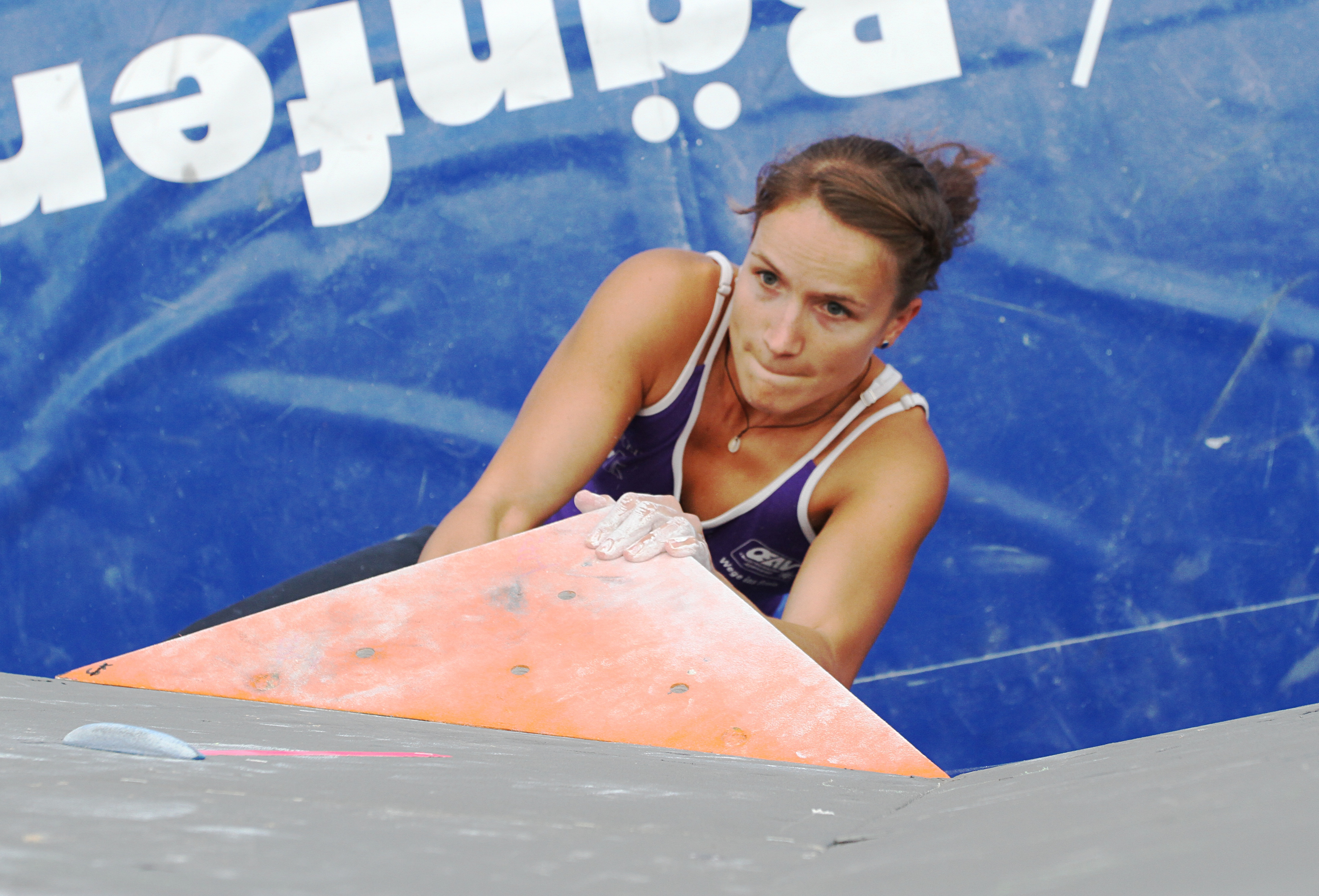
Boulder Worldcup 2012 in München

  - 5. Platz IFSC Boulder World Cup – Innsbruck
  - 3. Platz IFSC Boulder World Cup – Vail (Colorado) (USA)
  - 5. Platz bei der Weltmeisterschaft in Paris
  - Österreichische Meisterin (Bouldern)
- 2015
  - 2. Platz Europameisterschaft (Innsbruck) (Bouldern)
  - 1. Platz IFSC Boulder World Cup – Toronto (CAN)
- 2014
  - 3. Platz IFSC Boulder World Cup – Haiyang (CHN)
  - 3. Platz IFSC Boulder World Cup – Vail (USA)
  - 2. Platz IFSC Boulder World Cup – Innsbruck (AUT)
  - 2. Platz IFSC Boulder World Cup – Grindelwald (SUI)
  - 1. Platz IFSC Boulder World Cup – Baku (AZE)
- 2013
  - 1. Platz Gesamtweltcup (Boulder)
  - 1. Platz IFSC Boulder World Cup – Toronto (CAN)
  - 2. Platz IFSC Boulder World Cup – Innsbruck (AUT)
  - 1. Platz IFSC Boulder World Cup – Log-Dragomer (SVN)
  - 1. Platz IFSC Boulder World Cup – Kitzbühel (AUT)
  - 1. Platz IFSC Boulder World Cup – Millau (FRA)[6]
  - 1. Platz IFSC Boulder World Cup – Chongqing (CHN)[7]
- 2012
  - 3. Platz Weltmeisterschaft (Paris) (Bouldern)
  - 1. Platz Gesamtweltcup (Boulder)[8]
- 2011
  - Weltmeisterin in Arco (Bouldern)
  - 1. Platz Gesamtweltcup (Bouldern)[9]
  - Österreichische Meisterin (Bouldern)[10]
- 2010
  - Europameisterin (Bouldern)
  - 2. Platz Gesamtweltcup (Bouldern)
- 2009
  - 2. Platz Gesamtweltcup (Bouldern)
  - 3. Platz Weltmeisterschaft (Bouldern)
- 2008
  - 1. Platz Gesamtweltcup (Bouldern)
  - Vizeeuropameisterin in Paris (Bouldern)
  - Österreichische Meisterin (Bouldern)
- 2007
  - Weltmeisterin in Aviles (Spanien) (Bouldern)
- 2006
  - 3. Platz Weltcup-Gesamtwertung (Bouldern)
  - Weltcupsieg in Grindelwald (Schweiz) im Bouldern
  - Vizejugendweltmeisterin in Imst (Österreich) im Lead und Speed
- 2004
  - Vizeeuropameisterin in Lecco (Italien) (Bouldern)
- 2003
  - Jugendweltmeisterin im Speed in Veliko Tarnovo (Bulgarien)

### Fels
- The riverbed (8b), Magic Wood, Ausserferrera im Kanton Graubünden, Schweiz (2010)[11]
- Pura vida (8b), Magic Wood, Ausserferrera im Kanton Graubünden, Schweiz (2010)
- The vice (8b), Rocklands Südafrika (2013)
- The power of one (8b), Rocklands Südafrika (2013)
- Boogalagga (8b), Kanton Tessin Schweiz (2015)
- Steppenwolf (8b), Magic Wood, Ausserferrera im Kanton Graubünden, Schweiz (2017)[12]
- New Base Line (8b+), Magic Wood, Ausserferrera im Kanton Graubünden, Schweiz (2017)[12]
- The Penrose Step (8b+), Leavenworth, USA (2017)[2]